# لوكاما (كارولاينا الشمالية)
لوكاما (بالإنجليزية: Lucama, North Carolina)‏ هي بلدة أمريكية تقع في الولايات المتحدة في مقاطعة ويلسون، كارولاينا الشمالية. يقدر عدد سكانها بـ 1,108 نسمة ومساحتها 1.5 كم2 ووترتفع عن سطح البحر 41 متر.

## التركيبة السكانية
حدّد مكتب تعداد الولايات المتحدة بيانات التركيبة السكانية للوكاما في تعداد الولايات المتحدة. في ما يلي، التركيبة السكانية حسب تعدادي 2000 و2010.

### تعداد عام 2000
بلغ عدد سكان لوكاما 847 نسمة بحسب تعداد عام 2000، وبلغ عدد الأسر 387 أسرة وعدد العائلات 230 عائلة مقيمة في البلدة. في حين سجلت الكثافة السكانية 526.1 نسمة لكل كيلومتر مربع (1,362.6/ميل2). وبلغ عدد الوحدات السكنية 415 وحدة بمتوسط كثافة قدره 257.8 لكل كيلومتر مربع (667.7/ميل2).
وتوزع التركيب العرقي للبلدة بنسبة 78.16% من البيض و16.17% من الأمريكيين الأفارقة و0.47% من الأمريكيين ذوي الأصول الآسيوية و4.13% من الأعراق الأخرى و1.06% من عرقين مختلطين أو أكثر و6.49% من الهسبانيون أو اللاتينيون من أي عرق.
بلغ عدد الأسر 387 أسرة كانت نسبة 28.2% منها لديها أطفال تحت سن الثامنة عشر تعيش معهم، وبلغت نسبة الأزواج القاطنين مع بعضهم البعض 43.7% من أصل المجموع الكلي للأسر، ونسبة 12.7% من الأسر كان لديها معيلات من الإناث دون وجود شريك،  بينما كانت نسبة 3.1% من الأسر لديها معيلون من الذكور دون وجود شريكة وكانت نسبة 40.6% من غير العائلات. تألفت نسبة 34.4% من أصل جميع الأسر من عدة أفراد يعيشون في نفس المنزل ونسبة 13.2% كانت تتألف من شخص يعيش بمفرده يبلغ من العمر 65 عاماً أو أكثر. وبلغ متوسط حجم الأسرة المعيشية 2.18، أما متوسط حجم العائلات فبلغ 2.78.
بلغ العمر الوسطي للسكان 39.7 عاماً. وكانت نسبة 20.9% من القاطنين تحت سن الثامنة عشر، وكانت نسبة 8.9% بين الثامنة عشر والرابعة والعشرين عاماً، ونسبة 27.7% كانت واقعةً في الفئة العمرية ما بين الخامسة والعشرين والرابعة والأربعين عاماً، ونسبة 23% كانت ما بين الخامسة والأربعين والرابعة والستين، ونسبة 18.9% كانت ضمن فئة الخامسة والستين عاماً فما فوق. يوجد لكل 100 أنثى 92.2 ذكر، ويوجد لكل 100 أنثى في الثامنة عشر من عمرها فما فوق 90.0 ذكر.
بلغ متوسط دخل الأسرة في البلدة 28,125 دولارًا، أما متوسط دخل العائلة فبلغ 37,750 دولارًا. وكان متوسط دخل الذكور 26,786 دولارًا مقابل 22,596 دولارًا للإناث. وسجل دخل الفرد الخاص بالبلدة 17,634 دولارًا. وكانت نسبة 11.5% من العائلات ونسبة 18.8% من السكان تحت خط الفقر، وكان من هؤلاء نسبة 22.1% تحت سن الثامنة عشر ونسبة 22.4% في الخامسة والستين من العمر وما فوق.

### تعداد عام 2010
بلغ عدد سكان لوكاما 1,108 نسمة بحسب تعداد عام 2010، وبلغ عدد الأسر 398 أسرة وعدد العائلات 277 عائلة مقيمة في البلدة. في حين سجلت الكثافة السكانية 688.2 نسمة لكل كيلومتر مربع (1,782.4/ميل2). وبلغ عدد الوحدات السكنية 478 وحدة بمتوسط كثافة قدره 296.9 لكل كيلومتر مربع (769.0/ميل2).
وتوزع التركيب العرقي للبلدة بنسبة 48.74% من البيض و24.91% من الأمريكيين الأفارقة و0.63% من الأمريكيين الأصليين و0.18% من سكان جزر المحيط الهادئ و23.74% من الأعراق الأخرى و1.81% من عرقين مختلطين أو أكثر و27.71% من الهسبانيون أو اللاتينيون من أي عرق.
بلغ عدد الأسر 398 أسرة كانت نسبة 37.4% منها لديها أطفال تحت سن الثامنة عشر تعيش معهم، وبلغت نسبة الأزواج القاطنين مع بعضهم البعض 50% من أصل المجموع الكلي للأسر، ونسبة 15.3% من الأسر كان لديها معيلات من الإناث دون وجود شريك،  بينما كانت نسبة 4.3% من الأسر لديها معيلون من الذكور دون وجود شريكة وكانت نسبة 30.4% من غير العائلات. تألفت نسبة 24.6% من أصل جميع الأسر من عدة أفراد يعيشون في نفس المنزل ونسبة 10.3% كانت تتألف من شخص يعيش بمفرده يبلغ من العمر 65 عاماً أو أكثر. وبلغ متوسط حجم الأسرة المعيشية 2.77، أما متوسط حجم العائلات فبلغ 3.30.
بلغ العمر الوسطي للسكان 34.8 عاماً. وكانت نسبة 25.3% من القاطنين تحت سن الثامنة عشر، وكانت نسبة 10.2% بين الثامنة عشر والرابعة والعشرين عاماً، ونسبة 29.9% كانت واقعةً في الفئة العمرية ما بين الخامسة والعشرين والرابعة والأربعين عاماً، ونسبة 22.4% كانت ما بين الخامسة والأربعين والرابعة والستين، ونسبة 12.3% كانت ضمن فئة الخامسة والستين عاماً فما فوق. وتوزع التركيب الجنسي للسكان بنسبة 49.9% ذكور و50.1% إناث.

## أعلام
- ويليام برانتلي أيكوك